# Jasione
- Commons
- Wikispecies

Jasione é um género de plantas com flor nativo da Europa e pertencente à família Campanulaceae.

## Espécies
As seguintes espécies compõem este género:
- Jasione amethystina
- Jasione bulgarica
- Jasione crispa
- Jasione echinata
- Jasione foliosa
- Jasione heldreichii
- Jasione humilis
- Jasione laevis (= Jasione perennis)
- Jasione lusitanica
- Jasione mansanetiana
- Jasione montana
- Jasione sphaerocephala
- Jasione tomentosa

## Classificação do gênero
| Sistema | Classificação                      | Referência               |
| ------- | ---------------------------------- | ------------------------ |
| Linné   | Classe Syngenesia, ordem Monogamia | Species plantarum (1753) |